# Земной, Вадим Павлович
Вадим Павлович Земной (2 июня 1902, село Завьялово Алтайского края — 1980, Москва) — русский советский поэт. Член Союза писателей СССР (1934), участник Первого съезда советских писателей. Один из организаторов и первый руководитель Саратовского отделения Союза писателей СССР, фронтовой корреспондент в годы Великой Отечественной войны, в начале 1950-х годов возглавлял Крымскую писательскую организацию.

## Биография
Родился 2 июня (20 мая) 1902 г. в селе Завьялово Алтайского края.
В 1919 году в годы Гражданской войны в 17 лет участвовал в партизанском движении против колчаковщины.
После гражданской войны вступил в комсомол, первым в Завьяловском районе создал комсомольскую организацию, был избран её секретарём.
В 1924—1928 г. проходил срочную службу пограничником в 55-м Кавпогранотряде ОГПУ в Зейском округе Дальневосточного края.
Демобилизовавшись 1931 г., окончил в Омске рабфак, был направлен на учёбу в Саратовский коммунистический университет им. В. И. Ленина. Член ВКП(б).
В 1933 г. являлся руководителем литературного кружка на Саратовском заводе комбайнов, в 1934 г. — литкружка при Саратовском автодорожном институте.
Вместе с драматургом В. А. Смирновым-Ульяновским и прозаиком В. Ф. Бабушкиным и стоял у истоков создания саратовской писательской организации, входил в состав её оргкомитета, в 1934 г. в числе шести местных писателей был направлен делегатом на Первый съезд писателей СССР, став одним из первых членов Союза писателей СССР.
С 1934 г. — секретарь Саратовского отделения Союза писателей СССР, входил в редколлегию альманаха «Литературный Саратов».
Участник Великой Отечественной войны с 1941 г., сначала служил в политотделе кавалерийского корпуса, а с 1943 г. — майор, корреспондент армейской газеты «Слово бойца» 48-й армии Северо-Западного фронта, войну окончил в Восточной Пруссии. Награждён орденами Красной Звезды (1944) и Отечественной войны II степени (1945), медалями.
После войны ненадолго вернулся в Саратов, но по совету врачей для поправки здоровья был вынужден переехать в Ялту, Крым, где вошёл в Крымскую писательскую организацию во главе с П. А. Павленко, после смерти которого сменил его на посту руководителя организации.
Умер в 1980 году в Москве.
Распространено утверждение, что В. П. Земной виновен в репрессиях 1937 г. в отношении саратовских писателей (например, в журнале «Волга» за 2017 год или на официальном сайте Саратовского отделения Союза журналистов России). Источником этих сведений стала появившееся в годы «перестройки» книга В. М. Мухиной-Петринской, однако, как замечено, сведения в газетных статьях и в этой книге касающиеся В. П. Земного — основаны на голословных утверждениях, противоречат фактам, а в своей основе не могли быть в реальности — просто выдуманы., обвинители ссылаются на "недоступность архивов для прямого подтверждения".. 
Вместе с тем, в статье А. Голицына "Кто убил Кассиля" цитируется письмо Льва Кассиля  на имя прокурора СССР А. Я. Вышинского, в котором он в трагической судьбе брата Иосифа Кассиля прямо обвиняет В. П. Земного, который "печатно и лично поддерживал обвинения".

## Творчество
…Загрустишь — и явится мгновенно
Русский домик, русское крыльцо…
Будь же на века благословенно
Родины прекрасное лицо!
Сталь кипит. Отбита контратака.
Новый бой вдали загрохотал…
Воин, верь! По черепу Рейхстага
Рубанёт корчагинский металл!
Назовем эти годы суровой судьбою,
Ни годам, ни суровой судьбе не в упрек,
И наутро к саперам заглянем с тобою
Поклониться солдату, что песню сберёг.
У стен Керчи, средь каменного лома,
Тропа ведет на древний Митридат…
Он здесь лежит, засыпанный землею,
неузнанный, без имени солдат.
...
Он здесь лежит, без имени известный,
 Не встанет он, не вспомнит ничего.
Но помним мы: не только эти склоны —
 Весь мир обязан мужеству его!
Автор более десятка сборников стихов, в том числе для детей, повести «Орден Ленина», а также фронтовых стихов.
Публиковался с 1925 года, вначале под псевдонимом Иван Глухота, на страницах газет «Коммунист», «Молодой сталинец», «Сталинские ребята», в альманахах «Литературный Саратов» и в коллективных альманахах «Сталинград» (№ 2-3, 1933), «Товарищи» (1934), «Песни борьбы и побед» (1934).
Первые сборники стихов издаются в середине 1930-х годов.
В годы войны были написаны и опубликованы военные стихи — так в 1943 году в газете «Слово бойца» (№ 156 от 6 июля 1943 года) было опубликовано стихотворение «Клятва» посвящённое Зое Космодемьянской («Мы отомстим за товарища Зою!»). Фронтовые стихи в 1945 году были опубликованы в ленинградском журнале «Звезда» («На марше», «Родина», «В Германии»), через год составили сборник «Дороги на Берлин», в который вошли: «На марше», «Харьков», «Мы подходим к Днепру», «Минск», «Сон в госпитале», «Березень», «Родина», «День Победы». Стихотворение «На марше», написанное в 1941 году, стало песней и вошло в антологию «Великая Отечественная» (1970). Также войне посвящены позже написанные поэма «Гвардии кузнец» о демобилизованном солдате-фронтовике и стихи «Соловушка», «Букет», «У могилы неизвестного солдата», а стихотворение «Закаляющим сталь» вошло в поэтическую антологию «Ради жизни на земле» (издательство «Современник», 1975).
В 1950-е годы написан «Крымский цикл» стихотворений.

Всё творчество Вадима Земного проникнуто глубоким патриотизмом. В широкой и отзывчивой душе поэта созрело и зазвучало песней виденное, пережитое им. А отсюда искренность и простота его поэзии, посвящённой родному Отечеству, родным хорошим советским людям.— Микола Нагнибеда, из предисловия к изданию В. Земной — Пою мое отечество: Стихи и поэмы. — Киев: Госиздат Украины, 1962